# Learchis
Learchis Bergh, 1896 è un genere di molluschi nudibranchi della famiglia Facelinidae.

## Tassonomia
Comprende le seguenti specie:
- Learchis evelinae Edmunds & Just, 1983
- Learchis ignis Crescini, De Sisto & Villalba, 2013
- Learchis poica Ev. Marcus & Er. Marcus, 1960